# Мабильон (станция метро)
Мабильон (фр. Mabillon) — станция линии 10 Парижского метрополитена, расположенная в VI округе Парижа. Названа по одноимённой улице (фр. Rue Mabillon), получившей своё имя в честь французского историка и бенедиктинца Жана Мабильона.

## История
- Станция открылась 10 марта 1925 года при продлении линии 10 на один перегон от закрытой в 1939 году станции "Крос Руж". До 14 февраля 1926 года, когда линия 10 была продлена ещё на один перегон к станции "Одеон", станция была конечной на линии.
- Пассажиропоток по станции по входу в 2011 году, по данным RATP, составил 1 915 829 человек[2]. В 2013 году этот показатель незначительно вырос и составил 1 980 247 пассажиров (250 место по уровню входного пассажиропотока в Парижском метро)[3]

## Путевое развитие
С западной стороны от станции располагается пошёрстный съезд, использовавшийся регулярно в 1925—1926 годах.

## Галерея

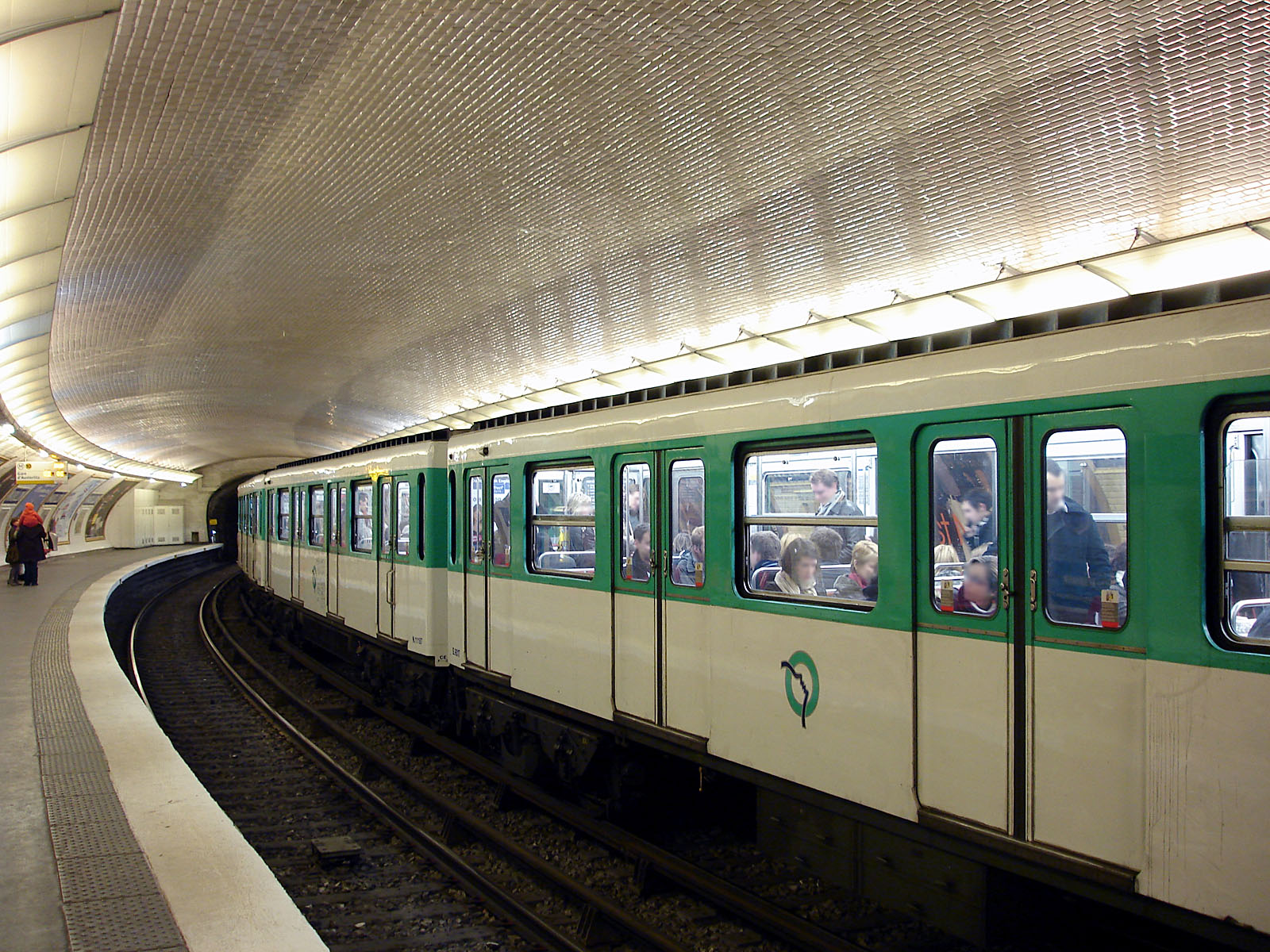
Состав модели MF 67 на станции